# Thibault de Lucé
Thibault de Lucé fut chanoine avant de devenir évêque du diocèse de Maillezais, après son frère Guillaume de Lucé. Thibault de Lucé fut non seulement chanoine du Mans, mais archidiacre de Passais, 1421.

## Origine
Les Lucé sont une famille noble et ancienne, dont le nom provient du château de Lucé à Saint-Denis-du-Maine . On connait avant Thibault de Lucé : Geoffroy de Lucé, abbé de Chalocé, 1207, † 11 décembre 1213, et Guillaume de Lucé, sacristain de l'Abbaye de la Couture et prieur d'Auvers-le-Hamon en 1315.

## Religion
Il succéda à son frère Guillaume de Lucé dans son canonicat du Mans où il se fit installer le 2 septembre 1420, et dans sa charge de maître clerc en la Chambre des comptes, aux gages de 100 ₶ par an. 
Conseiller et secrétaire du roi, licencié en droit civil et canonique en 1422, ce qui ne l'empêche pas de se dire en 1427 étudiant en l'Université d'Angers, il eut dès cette époque et garda toute sa vie la confiance de Charles VII. 
Le 24 janvier 1438, il négocie la reddition de plusieurs places au roi ; il est commissaire général des finances du Languedoc avec Tanneguy III du Chastel au mois de décembre 1440 ; l'un des mandataires pour le traité d'alliance à conclure au mois d'août 1448 avec Sigismond d'Autriche, dont il bénit le mariage avec la princesse Éléonore Stuart le 8 septembre 1448, en présence du roi Charles VII, à Belmont près de Chinon (vraisemblablement Beaumont-en-Véron), en absence de Sigismond qui s'est fait représenter par Ludwig von Landsee. Il eut surtout la confiance et reçut les instructions secrètes du roi, le 23 février 1451, pour agir auprès du Dauphin (Louis XI) qui négociait alors son mariage avec Charlotte de Savoie.
Avec Jean II de Chambes, par lettres datées de Montilz-lèz-Tours le 11 avril 1453, il négocia un traité d'alliance avec les envoyés de Frédéric II de Saxe, comte palatin du Rhin et duc de Bavière, traité qui fut conclu à Tours le 13 avril 1453.
Thibault de Lucé avait succédé à son frère sur le siège épiscopal de Maillezais. Il mourut en 1455. fondant son anniversaire à la Cathédrale d'Angers, le même jour que celui de son ami Jean Bélard, évêque de Fréjus. Il avait pour exécuteur testamentaire Jean Le Jay, curé d'Izernay. Martin de Saint-Benoît, Jean de Varennes et Robinet de la Fontaine, seigneur de Soulgé-le-Courtin, partagèrent sa succession le 30 octobre 1455.

## Sources et bibliographie
- « Thibault de Lucé », dans Alphonse-Victor Angot et Ferdinand Gaugain, Dictionnaire historique, topographique et biographique de la Mayenne, Laval, A. Goupil, 1900-1910 [détail des éditions] (BNF 34106789, présentation en ligne)
- Bertrand de Broussillon, Cartulaire de l'Evêché, t. II, p. 201, 210.